# Peace on You
Peace on You es el segundo álbum de estudio en solitario de Roger McGuinn, vocalista de the Byrds. Fue publicado el 2 de agosto de 1974 a través de Columbia Records.

## Grabación y contenido
Las sesiones de grabación del álbum tuvieron lugar en dos estudios de grabación diferentes de Los Ángeles, California: The Record Plant y Wally Heider Studios. Una vez completas las sesiones de grabación, el álbum se masterizó en Artisan Sound Recorders, un estudio ubicado en el Sur de California. El álbum fue producido en su mayoría por Bill Halverson, quien consiguió fama en la industria musical con su trabajo en los LPs de Crosby, Stills, Nash & Young. Peace on You contenía diez canciones. Cinco de las canciones fueron escritas o coescritas por el propio McGuinn. El lanzamiento de Peace on You también incluyó canciones escritas por compositores establecidos. Esto incluyó a Charlie Rich, Donnie Dacus, Al Kooper, y Dan Fogelberg.

## Recepción de la crítica
Un escritor no especificado de Record World le otorgó el certificado de “Hit of the Week”, e indicó que McGuinn manifiesta el magnetismo musical que siempre atrajo a los oyentes de the Byrds. Un escritor no especificado de la revista Cash Box describió Peace on You como “una ingeniosa colección de roqueros country presentados como sólo un Roger McGuinn puede hacerlo y cada uno tiene una magia especial”.

## Lista de canciones
Todas las canciones escritas y compuestas por Roger McGuinn y Jacques Levy, excepto donde esta anotado. 
| Lado uno |                              |              |          |  |
| N.º      | Título                       | Escritor(es) | Duración |  |
| 1.       | «Peace on You»               | Charlie Rich | 4:01     |  |
| 2.       | «Without You»                |              | 4:07     |  |
| 3.       | «Going to the Country»       | Donnie Dacus | 3:17     |  |
| 4.       | «(Please Not) One More Time» | Al Kooper    | 3:23     |  |
| 5.       | «Same Old Sound»             | McGuinn      | 3:30     |  |

| Lado dos |                          |               |          |  |
| N.º      | Título                   | Escritor(es)  | Duración |  |
| 1.       | «Do What You Want to Do» | Dacus         | 3:00     |  |
| 2.       | «Together»               |               | 3:45     |  |
| 3.       | «Better Change»          | Dan Fogelberg | 3:00     |  |
| 4.       | «Gate of Horn»           |               | 2:45     |  |
| 5.       | «The Lady»               |               | 4:16     |  |

- Los lados uno y dos fueron combinados como pista 1–10 en la reedición de CD.

| Bonus track (2004 Sundazed Music reissue) |                                          |                                           |          |  |
| N.º                                       | Título                                   | Escritor(es)                              | Duración |  |
| 11.                                       | «Rock & Roll Time» (previously unissued) | Kris Kristofferson McGuinn Bobby Neuwirth | 3:17     |  |

## Créditos y personal
Créditos adaptados desde las notas de álbum de Peace on You.
Músicos
- Roger McGuinn – voces, guitarra líder y rítmica[a]
- Russ Kunkel – batería, percusión
- Lee Sklar – bajo eléctrico
- Paul Harris – teclados
- Donnie Dacus – guitarra líder y rítmica, coros
- Dan Fogelberg – coros, guitarra eléctrica en «Do What You Want To», guitarra acústica en «Better Change»

Músicos adicionales
- Al Kooper – clavinet, piano, guitarra en «(Please Not) One More Time»
- Mark Volman – coros en «Same Old Sound» y «Better Change»
- Howard Kaylaw – coros en «Same Old Sound» y «Better Change»
- Al Perkins – steel guitar en «Do What You Want To»
- Tommy Tedesco – guitarra de flamenco en «Together»

Personal técnico
- Bill Halverson – productor en todas las canciones
- Suzanne Halverson – productora en «Peace on You»
- Michael Verdick – ingeniero de audio
- Kurt Kinzel – ingeniero de audio
- Bill Dawes – ingeniero de audio

Diseño
- John Van Hamersveld – ilustración
- Sam Emerson – fotografía
- Anthony Loew – fotografía
- Ron Coro – director artístico

## Posicionamiento
| Gráfica (1974)                                  | Pico de posición |
| ----------------------------------------------- | ---------------- |
| Estados Unidos (Billboard Top LPs & Tape)       | 92               |
| Estados Unidos (Cash Box Top 100 Albums Cont'd) | 147              |